# UAE Basketball League 2021-2022
La UAE Basketball League 2021-2022 è stata la 21ª edizione del massimo campionato emiratino di pallacanestro maschile.
A questa edizione hanno preso parte solo 6 squadre, la stagione regolare è iniziata il 14 ottobre 2021 ed è finita il 18 dicembre 2021. Hanno seguito i playoff a partire dal 19 gennaio 2022 fino al 23 marzo 2022.
Ad aggiudicarsi il titolo di campione nazionale è stato l'Shabab Al-Ahli dopo aver sconfitto nelle finali lo Al-Sharjah; per il club di Dubai è il decimo titolo nazionale conquistato 

## Squadre Partecipanti
| Team           | Città     |
| -------------- | --------- |
| Al Bataeh      | Al Bataeh |
| Al-Nasr        | Dubai     |
| Al Wasl        | Dubai     |
| Al Wahda       | Abu Dhabi |
| Shabab Al-Ahli | Dubai     |
| Al-Sharjah     | Sharjah   |

## Classifica Regular Season
|    | Classifica     | V  | P  | %    |
| -- | -------------- | -- | -- | ---- |
| 1. | Shabab Al-Ahli | 12 | 1  | 92.3 |
| 2. | Al-Sharjah     | 11 | 4  | 73.3 |
| 3. | Al Bataeh      | 6  | 8  | 42.9 |
| 4. | Al-Nasr        | 5  | 9  | 35.7 |
| 5. | Al Wasl        | 5  | 9  | 35.7 |
| 6. | Al Wahda       | 3  | 11 | 21.4 |

Legenda:

      Qualificate alle Semifinali dei Play-off 

      Qualificate ai Quarti di Finale dei Play-off

## Playoff
Ai Play-off per il titolo nazionale prendono parte tutte e sei le squadre che hanno partecipato alla stagione regolare. Le prime due classificate della stagione regolare accedono direttamente alle semifinali; invece le altre quattro squadre si scontrano  nei quarti di finale in una doppia sfida.
|  | Quarti di finale | Quarti di finale | Quarti di finale |            |           | Semifinali | Semifinali | Semifinali |  |  | Finali | Finali         | Finali |
|  |                  |                  |                  |            |           |            |            |            |  |  |        |                |        |
|  | 1.               | Shabab Al-Ahli   |                  |            |           |            |            |            |  |  |        |                |        |
|  |                  |                  |                  |            |           |            |            |            |  |  |        |                |        |
|  |                  | 1.               | Shabab Al-Ahli   | 2          |           |            |            |            |  |  |        |                |        |
|  |                  |                  |                  | 2          |           |            |            |            |  |  |        |                |        |
|  |                  | 4.               | Al-Nasr          | 1          |           |            |            |            |  |  |        |                |        |
|  | 3.               | 4.               | Al-Nasr          | 1          | Al Bataeh | 0          |            |            |  |  |        |                |        |
|  | 3.               |                  |                  |            | Al Bataeh | 0          |            |            |  |  |        |                |        |
|  | 4.               | Al-Nasr          | 2                |            |           |            |            |            |  |  |        |                |        |
|  |                  |                  |                  |            |           |            |            |            |  |  | 1.     | Shabab Al-Ahli | 2      |
|  |                  |                  | 2.               | Al-Sharjah | 1         |            |            |            |  |  |        |                |        |
|  | 2.               | Al-Sharjah       |                  |            |           |            |            |            |  |  |        |                |        |
|  |                  |                  |                  |            |           |            |            |            |  |  |        |                |        |
|  |                  | 2.               | Al-Sharjah       | 2          |           |            |            |            |  |  |        |                |        |
|  |                  |                  |                  | 2          |           |            |            |            |  |  |        |                |        |
|  |                  | 5.               | Al Wasl          | 0          |           |            |            |            |  |  |        |                |        |
|  | 5.               | 5.               | Al Wasl          | 0          | Al Wasl   | 2          |            |            |  |  |        |                |        |
|  | 5.               |                  |                  |            | Al Wasl   | 2          |            |            |  |  |        |                |        |
|  | 6.               | Al Wahda         | 0                |            |           |            |            |            |  |  |        |                |        |

| UAE Basketball League 2021-2022 |
| ------------------------------- |
| Shabab Al-Ahli 10º titolo       |